# 夏珠美
夏 珠美（なつ たまみ、1947年8月6日 - ）は、東京都出身の元女優、元子役。本名および旧芸名は藤井 珠美。

## 出演

### 映画
- 暴れん坊街道（1957年） - 調姫
- 月光仮面（東映）
  - 月光仮面（1958年） - 木の実ちゃん
  - 月光仮面 魔人の爪（1958年） - 木の実
  - 月光仮面 怪獣コング（1959年） - 木の実
- 母と拳銃（1958年） - 秋山春子
- 不良番長（東映）
  - 不良番長（1968年） - 榊龍子
  - 不良番長 猪の鹿お蝶（1969年） - ユキ
  - 不良番長 練鑑ブルース（1969年） - ミキ
  - 不良番長 送り狼（1969年） - ユキ
  - 不良番長 王手飛車（1970年） - 葉子
  - 不良番長 一攫千金（1970年） - ブランコ
  - 不良番長 出たとこ勝負（1970年） - おたま
- 昭和残侠伝シリーズ（東映）
  - 昭和残侠伝 唐獅子仁義（1969年） - お峰
  - 昭和残侠伝 人斬り唐獅子（1969年） - まゆ
- 妾二十一人 ど助平一代（1969年、東映） - 潮田むる
- 花札賭博 猪の鹿三番勝負（1970年、東映） - 奥田はるみ
- 緋牡丹博徒 お竜参上（1970年、東映） - 碇石キミ

### テレビドラマ
- キイハンター 第31話「フーテン族強奪作戦」（1968年、TBS）
- 怪奇大作戦 第15話「24年目の復讐」（1968年、TBS） - 吉村千恵子
- 花と狼 第8話（1969年、CX）
- 素浪人 花山大吉 第60話「災難ひろうバカもいた」（1970年、NET）
- 江戸川乱歩シリーズ 明智小五郎 第2話「首泥棒」（1970年、12ch）
- ゴールドアイ 第14話「大細菌島」（1970年、NTV）
- おも舵とり舵（1971年、ABC）
- 商魂（1971年、KTV） - ツル江
- 恐怖劇場アンバランス 第7話「夜が明けたら」（1973年、CX） - 服部笛子
- ザ・ガードマン（TBS）

## 事件
- 1970年（昭和45年）9月22日、東京都中野区の自宅で就寝中、覆面をした男が窓から侵入。現金5万円などを奪われる強盗被害を受けた[1]。